# Regelbedarfsermittlungsgesetz
Das Regelbedarfsermittlungsgesetz (RBEG) regelt die Bedarfsermittlung für die Höhe der pauschalierten monatlichen Leistung bei der Hilfe zum Lebensunterhalt der Sozialhilfe in Deutschland. Es ersetzt die Regelsatzverordnung, in der zuvor die Zusammensetzung und Ermittlung der Leistungshöhe normiert war. Das Regelbedarfsermittlungsgesetz wird nach § 20 Abs. 5 Satz 2 SGB II in entsprechender Weise auch für die Anpassung des Regelbedarfs von Beziehern der Grundsicherung für Arbeitsuchende nach dem Zweiten Buch Sozialgesetzbuch zugrunde gelegt.

## Gesetzgebungsverfahren
Das Bundesverfassungsgericht hatte in seinem Urteil vom 9. Februar 2010 die Bemessung der Regelsätze für verfassungswidrig befunden und den Gesetzgeber verpflichtet, bis spätestens Ende des Jahres eine neue gesetzliche Regelung hierzu zu schaffen. Das Gericht entschied im Wesentlichen, das Grundrecht auf Gewährleistung eines menschenwürdigen Existenzminimums sichere jedem Hilfebedürftigen diejenigen materiellen Voraussetzungen zu, die für seine physische Existenz und für ein Mindestmaß an Teilhabe am gesellschaftlichen, kulturellen und politischen Leben unerlässlich seien. Der Gesetzgeber müsse dieses dem Grunde nach unverfügbare und einzulösende Grundrecht in einem formellen Gesetz konkretisieren und stetig aktualisieren, indem er die zu erbringenden Leistungen an dem jeweiligen Entwicklungsstand des Gemeinwesens und den bestehenden Lebensbedingungen ausrichte. Dabei stehe ihm ein Gestaltungsspielraum zu. Zur Ermittlung des Anspruchumfangs habe der Gesetzgeber alle existenznotwendigen Aufwendungen in einem transparenten und sachgerechten Verfahren realitätsgerecht sowie nachvollziehbar auf der Grundlage verlässlicher Zahlen und schlüssiger Berechnungsverfahren zu bemessen. Der typische Bedarf zur Sicherung des menschenwürdigen Existenzminimums könne durch einen monatlichen Festbetrag gedeckt werden, für einen darüber hinausgehenden unabweisbaren, laufenden, nicht nur einmaligen, besonderen Bedarf müsse ein zusätzlicher Leistungsanspruch eingeräumt werden. Die Regelung müsse insgesamt „folgerichtig“ ausgestaltet sein.
Der Gesetzgeber war dieser Vorgabe nicht fristgemäß nachgekommen. Während des Sommers 2010 entspann sich eine lebhafte innenpolitische Diskussion um die Fortentwicklung der sozialen Sicherung. Sie wurde in den Massenmedien einerseits bestimmt durch die umstrittenen Ausführungen von Thilo Sarrazin (SPD) zum Thema in seinem Buch Deutschland schafft sich ab, andererseits durch die Äußerungen von Guido Westerwelle zur angeblichen Gefahr einer „spätrömischen Dekadenz“ bei Hilfebedürftigen für den Fall, dass die Regelsätze zu hoch bemessen würden. In diesem Zusammenhang wurde auch erwogen, Bildungsleistungen für Kinder und Jugendliche nur über eine Chipkarte als Sachleistung zu gewähren. Der Vorschlag ist später fallengelassen worden, weil er nicht praktikabel war.
Der vom Bundestag diskutierte und erst im Dezember 2010 auch beschlossene Gesetzentwurf war zustimmungsbedürftig und stieß bei den Oppositionsparteien SPD, Bündnis 90/Die Grünen und Die Linke, die den Bundesrat dominierten, auf Widerspruch. Die Grünen forderten einvernehmlich mit mehreren Sozialverbänden und Armutsforschern, die Regelleistung auf 420 Euro anzuheben, die Linke sprach sich für eine Erhöhung auf 500 Euro monatlich aus. Deshalb kam es zu einem langwierigen Verfahren im Vermittlungsausschuss. Dabei war die Neufassung der Bestimmungen über die Höhe der Regelsätze nur ein Verhandlungspunkt unter mehreren. Insbesondere musste auch eine Neuregelung für die Organisation der Grundsicherungsbehörden gefunden werden, denn das Bundesverfassungsgericht hatte bereits im Jahr 2007 das Modell der Jobcenter wegen der dabei praktizierten Mischverwaltung ebenfalls für verfassungswidrig befunden. Das Ende der Übergangsregelung zur Bewältigung der Organisationsreform und der Stichtag, bis zu dem die Bestimmungen über die Regelbedarfe neu zu fassen waren, fielen beide auf den 31. Dezember 2010.
Die Verhandlungen wurden zunächst von Bundesarbeitsministerin Ursula von der Leyen (CDU) und Manuela Schwesig (SPD) geführt. Später traten als Verhandlungsführer auch die Ministerpräsidenten Kurt Beck (SPD), Wolfgang Böhmer (CDU) und Horst Seehofer (CSU) auf.
Erst Ende Februar 2011 kam es zu einer Einigung. Bundestag und Bundesrat stimmten den umfangreichen Gesetzesänderungen einschließlich der Neuregelung des Regelbedarfs in ihren Sitzungen am 25. Februar 2011 zu.
Das RBEG wurde als Artikel 1 des Gesetzes zur Ermittlung von Regelbedarfen und zur Änderung des Zweiten und Zwölften Buches Sozialgesetzbuch unter dem 24. März 2011 ausgefertigt und am 29. März 2011 verkündet.

## Neuregelung der Regelbedarfe

### Neuer Rechtsbegriff des „Regelbedarfs“
Der bisherige Begriff des Regelsatzes bzw. der Regelleistung wurde mit der Neuregelung durch den Rechtsbegriff des Regelbedarfs ersetzt.

### Statistikmethode
Wie auch schon in der alten Regelsatzverordnung stellt der Gesetzgeber weiterhin auf die sogenannte Statistikmethode ab, die die früher im Fürsorgerecht verwendete Warenkorbmethode abgelöst hat.
Grundlage für die Bestimmung der Bedarfe sind gemäß § 28 SGB XII mehrere Sonderauswertungen zur Einkommens- und Verbrauchsstichprobe 2008, die das Statistische Bundesamt und die Statistischen Landesämter erstellen. Die Einkommens- und Verbrauchsstichprobe (EVS) wird alle fünf Jahre erhoben. Von den hierzu herangezogenen Haushalten werden zur Auswertung die Daten derjenigen abgesetzt, in denen Personen leben, die ausschließlich Leistungen nach dem SGB XII oder nach dem SGB II beziehen oder die im Erhebungszeitraum Anspruch auf eine Eigenheimzulage hatten. Aus den verbleibenden Haushalten werden die unteren 15 % der Einpersonen- und die unteren 20 % der Mehrpersonenhaushalte in die Auswertung einbezogen.
Aus den dann vorliegenden Zahlen werden im weiteren Verlauf noch einige Posten abgesetzt, die aus politischen Gründen nicht zu den zu deckenden Bedarfen gezählt werden. Die danach verbleibenden „regelbedarfsrelevanten“ Ausgaben von Erwachsenen, die in Einpersonenhaushalten leben, sowie von Kindern und Jugendlichen (bis zur Vollendung des sechsten bzw. des 14. Lebensjahrs bzw. zwischen dem Beginn des 15. und dem Ende des 18. Lebensjahrs) in Mehrpersonenhaushalten werden in den §§ 5 und 6 RBEG gesetzlich festgesetzt. Nach der EVS ergab sich etwa für alleinstehende Erwachsene nach Berechnungen der Hans-Böckler-Stiftung ein Regelbedarf ohne Miet- und Heizkosten von 535,33 Euro pro Monat. Hiervon wurden aber lediglich 361,81 Euro als regelbedarfsrelevant vom Gesetzgeber anerkannt. Demnach setzt sich der Regelbedarf für einen Erwachsenen in einem Einpersonenhaushalt folgendermaßen zusammen:
| Nr. | EVS-Abteilung und Einzelposten                    | Euro   |
| --- | ------------------------------------------------- | ------ |
| 1   | Nahrungsmittel und alkoholfreie Getränke          | 128,46 |
| 3   | Bekleidung und Schuhe                             | 030,40 |
| 4   | Wohnen, Energie und Instandhaltung                | 030,24 |
| 5   | Innenausstattung, Haushaltsgeräte u. -Gegenstände | 027,41 |
| 6   | Gesundheitspflege                                 | 015,55 |
| 7   | Verkehr                                           | 022,78 |
| 8   | Nachrichtenübermittlungen                         | 031,96 |
| 9   | Freizeit, Unterhaltung, Kultur                    | 039,96 |
| 10  | Bildung                                           | 01,39  |
| 11  | Beherbergungs- und Gaststättenleistungen          | 07,16  |
| 12  | Andere Waren und Dienstleistungen                 | 026,50 |
|     | Summe                                             | 361,81 |

Diese jeweiligen Beträge werden auf den 1. Januar 2011 fortgeschrieben und gerundet. Hieraus ergeben sich gemäß § 8 RBEG in Verbindung mit der Anlage zu § 28 SGB XII sechs sogenannte Regelbedarfsstufen von je monatlich
- 364 Euro für eine erwachsene leistungsberechtigte Person, die als alleinstehende oder alleinerziehende Person einen eigenen Haushalt führt;
- 328 Euro für zwei erwachsene Leistungsberechtigte, die als Ehegatten, Lebenspartner, in eheähnlicher oder lebenspartnerschaftsähnlicher Gemeinschaft einen gemeinsamen Haushalt führen;
- 291 Euro für eine erwachsene leistungsberechtigte Person, die weder einen eigenen Haushalt führt noch als Ehegatte, Lebenspartner oder in eheähnlicher oder lebenspartnerschaftsähnlicher Gemeinschaft einen gemeinsamen Haushalt führt;
- 275 Euro für eine leistungsberechtigte Jugendliche oder einen leistungsberechtigten Jugendlichen vom Beginn des 15. bis zur Vollendung des 18. Lebensjahres;
- 242 Euro für ein leistungsberechtigtes Kind vom Beginn des siebten bis zur Vollendung des 14. Lebensjahres und
- 213 Euro für ein leistungsberechtigtes Kind bis zur Vollendung des sechsten Lebensjahres.

Abweichend hiervon wurden die Zahlungen für Kinder und Jugendliche der drei zuletzt genannten Stufen leicht angehoben auf 287, 251 bzw. 215 Euro.
Die regelmäßige Anpassung der Regelbedarfe an die geänderten Verhältnisse ist nicht im RBEG geregelt, sondern in § 28a SGB XII, auf den auch § 20 Abs. 5 Satz 1 SGB II verweist. Dabei werden demnach in einem Mischindex zu 70 % die Preisentwicklung und zu 30 % die Entwicklung der Nettolöhne und -gehälter zu Grunde gelegt. Die Anpassung erfolgt zum 1. Januar eines jeden Jahres, und sie ist im vorhergehenden November im Bundesgesetzblatt zu verkünden. Nach § 138 SGB XII werden die Regelbedarfsstufen hiervon abweichend nur zum 1. Januar 2012 zusätzlich zu der regelmäßigen Anpassung mit einer Veränderungsrate von 0,75 % fortgeschrieben. Diese weitere Anpassung ergibt sich aus der Veränderungsrate des Mischindexes für den Zeitraum vom 1. Juli 2009 bis zum 30. Juni 2010 gegenüber dem Jahresdurchschnittswert aus dem Jahr 2009. Das führt zu einer zusätzlichen Anhebung des jeweiligen Regelbedarfs um 3 Euro. Die letztgenannte Regelung ging auf die Verhandlungen im Vermittlungsausschuss zurück und war eine Forderung der SPD.
§ 10 RBEG bestimmt, dass die Sonderauswertung auf der Grundlage der Einkommens- und Verbrauchsstichprobe 2013 bis zum 1. Juli 2013 vorzunehmen ist. Hierüber hat das Bundesministerium für Arbeit und Soziales einen Bericht zu unterbreiten, in dem auch die Weiterentwicklung der Auswertung im Einzelnen zu diskutieren sein wird.
Die Neuregelung der Regelbedarfe ist gemäß Art. 14 des Gesetzes vom 24. März 2011 rückwirkend zum 1. Januar 2011 in Kraft getreten. Soweit die Leistungen aufgrund eines früher erlassenen Bescheids nicht erbracht worden waren, besteht ein Anspruch auf Nachzahlung für den Zeitraum zwischen dem Inkrafttreten und der Verkündung des Gesetzes. Gleiches gilt auch für die neu eingeführten Leistungen für Bildung und Teilhabe für Kinder und Jugendliche („Bildungspaket“) sowie für die nunmehr aufgrund gesetzlicher Bestimmungen zu erbringenden Kosten der Warmwasserbereitung. Alle übrigen Änderungen traten mit Wirkung ab dem 1. April 2011 in Kraft.

### Anpassung der Regelbedarfe
Für die Fortschreibung der Regelbedarfsstufen wird vom Statistischen Bundesamt ein spezieller Preisindex gebildet. Dieser berücksichtigt ausschließlich die Preisentwicklung der regelbedarfsrelevanten Güter und Dienstleistungen. Das Bundesverfassungsgericht hat in seiner Entscheidung vom 9. September 2014 diesen Mechanismus bestätigt. Die Höhe der Regelbedarfe für das jeweils folgende Kalenderjahr gibt das Bundesministerium für Arbeit und Soziales (BMAS) nach den sich aus einer Regelbedarfsstufen-Fortschreibungsverordnung ergebenden Höhen bis zum 1. November eines Jahres im Bundesgesetzblatt bekannt.

### Regelbedarfsstufen
Es gibt sechs Regelbedarfsstufen, Unterscheidungskriterien sind Alter und Wohnsituation.

## Kritik
Das neue Recht führte 2015 und 2016 nur zu einer Erhöhung des Regelbedarfs für alleinstehende Erwachsene um fünf Euro. Zudem wurden die Geldleistungen für Kinder nicht immer angehoben. Ihnen sollten stattdessen Sachleistungen zur Bildung und Teilhabe zuteilwerden, die allerdings von den Eltern gesondert beantragt werden müssen, was häufig unterbleibt. Bereits 2011 wurde kritisiert, die letztlich nur geringfügigen Änderungen hätten die Lage der Hilfebedürftigen nicht verbessert, insbesondere durch die unmittelbar vorhergehende Spargesetzgebung der Bundesregierung sei den Betroffenen unter dem Strich mehr genommen als gegeben worden.
Bündnis 90/Die Grünen trugen den Kompromiss nicht mit, weil sie ihn für verfassungswidrig hielten. Sie schieden deshalb unter der Führung von Renate Künast aus den Verhandlungen aus. Ebenso wie die Linke teilte auch die SPD die verfassungsrechtlichen Bedenken, unterstützte die Einigung aber dennoch.
Die verfassungsrechtliche Kritik betrifft mehrere Elemente des gesetzlichen Programms zur Regelbedarfsermittlung sowie dessen Zustandekommen im Vermittlungsausschuss.
Zunächst wurde darauf hingewiesen, dass die Einkommens- und Verbrauchsstichprobe ursprünglich nicht dafür konzipiert worden war, der Bestimmung von Regelbedarfen zu Grunde gelegt zu werden. Die Anhebung der Regelsätze sei willkürlich gewesen und der vorangegangenen innenpolitischen Diskussion geschuldet gewesen. Für einige Beobachter hatte sich zudem der Eindruck ergeben, bei der Bemessung der Leistungen seien Rechentricks angewandt worden, um die Ausgaben für soziale Zwecke nicht noch deutlicher anheben zu müssen. Auch wurde kritisiert, dass die „verdeckte Armut“ von Personen, deren Einkommen nur unwesentlich unterhalb des Regelbedarfs liege und die deshalb darauf verzichteten, Leistungen zu beantragen, nicht aus der Statistik herausgerechnet werde. Dies führe zu einer Verzerrung der Bedarfsermittlung. Beispielsweise würden auch Aufstocker, die ergänzende Leistungen zum Lebensunterhalt als Arbeitslosengeld II beziehen, weil ihr Arbeitseinkommen unterhalb des Regelbedarfs zuzüglich der Kosten für die Wohnung und der Mehrbedarfe liegt, nicht aus der Statistik herausgerechnet. Die Erhöhung des Bedarfs um fünf Euro pro Monat sei mit anderen Elementen der Neufassung verquickt worden und deshalb „eine Mogelpackung“. Außerdem werde viel Geld, das der Bund ab 2013 einsetzen werde, um die Ausgaben der Kommunen zu begrenzen, der Bundesarbeitsagentur zur Erfüllung ihrer Aufgaben fehlen, was sozialpolitisch verfehlt sei.  Auch der Deutsche Verein kritisierte unmittelbar nach dem Zustandekommen des Gesetzes, die „Regelbedarfsermittlung weise erhebliche Schwächen auf, die bis zum Juli 2013 durch weitergehende Untersuchungen behoben werden sollten.“
Die regelmäßige Anpassung der Leistungen über einen Mischindex, der auf der Preisentwicklung und auf der Entwicklung der Nettolöhne beruht, ist kritisiert worden, weil hierbei Verzerrungen in den statistischen Berechnungen erfolgen können. Wenn die Nettolöhne stagnieren, wirke sich dies auch auf die Ausgaben und damit auf die Ergebnisse der Einkommens- und Verbrauchsstichprobe aus. Es wäre deshalb sachgerechter gewesen, die Anpassung der Leistungen ausschließlich an die Preisentwicklung zu binden.
Weiterhin wurde die inkonsequente Anwendung des Statistikmodells kritisiert. Wenn aus dem statistisch ermittelten Bedarf einzelne Punkte als nicht „regelbedarfsrelevant“ herausgerechnet würden – so etwa Ausgaben für Alkohol, Tabak, Schnittblumen, Hundefutter oder die chemische Reinigung –, führe das zu einer Mischung von Statistik- und Warenkorbmethode, wodurch es zu einer zu niedrigen Schätzung des Existenzminimums kommen könne. Auch erfolge der Inflationsausgleich bei dem gesetzlich vorgesehenen Verfahren zu spät. Deshalb sei der tatsächliche Bedarf der Betroffenen auch durch die Neuregelung nicht sichergestellt.
Im Juni 2013 veröffentlichte die Hans-Böckler-Stiftung Zwischenergebnisse eines Forschungsprojekts, wonach die seinerzeitige Erhöhung des Regelbedarfs um 2,81 Euro lediglich der Änderung der Berechnungsmethode geschuldet gewesen sei. Wäre bei der Neuberechnung des Regelbedarfs nach den Vorgaben des Bundesverfassungsgerichts die bis dahin geltende Methode angewandt worden, so hätte der Eckregelsatz um etwa 27 Euro steigen müssen. Im Jahr 2013 würde er damit bei 407 Euro liegen. Die Verteilungsforscherin Irene Becker, die die Studie durchführt, kommentierte, die Änderung des Rechenverfahrens habe „den Korrekturen ‚systematisch entgegengewirkt‘“. Deshalb sei weiterhin fraglich, ob der Regelbedarf ausreichend bemessen werde.

## Rechtsprechung
Das Sozialgericht Berlin hat aufgrund der mündlichen Verhandlung am 25. April 2012 als bundesweit erstes Gericht die Frage, ob die neuen Regelsätze verfassungsmäßig seien, dem Bundesverfassungsgericht im Wege der Richtervorlage zur Entscheidung vorgelegt. Die Kammer monierte die Auswahl der Verbrauchsstichprobe als fehlerhaft. Deshalb seien die Bedarfe falsch bestimmt worden. Außerdem sei der Abzug für einzelne Posten ungerechtfertigt. Die Leistungen für eine dreiköpfige Familie müssten um rund 100 Euro je Monat höher ausfallen.
Demgegenüber hatte sich die 18. Kammer des Sozialgerichts Berlin in einem Urteil vom 29. März 2012 den Landessozialgerichten Bayern und Baden-Württemberg angeschlossen und die Regelsätze für verfassungsmäßig befunden.
Auch der 14. Senat des Bundessozialgerichts hat aufgrund der mündlichen Verhandlung vom 12. Juli 2012 die Bemessung des Regelbedarfs für Alleinstehende nicht dem Bundesverfassungsgericht im Wege der Richtervorlage zur Entscheidung vorgelegt. Die Leistungen seien „nicht in verfassungswidriger Weise zu niedrig festgesetzt worden. Die in Teilen des Schrifttums sowie im Vorlagebeschluss des SG Berlin vom 25. April 2012 gegen die Verfassungsmäßigkeit vorgebrachten Argumente können nicht überzeugen.“
Im März 2013 befand der 4. Senat des Bundessozialgerichts, die Bemessung der Regelbedarfe ab dem 1. Januar 2011 nach dem Änderungsgesetz zum RBEG/SGB II/SGB XII sei unter verfassungsrechtlichen Gesichtspunkten nicht zu beanstanden. Die Leistungen seien – im Sinne der Rechtsprechung des Bundesverfassungsgerichts – nicht „evident unzureichend“; sie seien „auf der Grundlage verlässlicher Zahlen und schlüssiger Berechnungsverfahren zu rechtfertigen“. Der Gesetzgeber habe sich innerhalb des ihm zustehenden Gestaltungsspielraums bewegt.
In seinem Beschluss vom 23. Juli 2014 bezeichnet das Bundesverfassungsgericht die Regelbedarfsleistungen als „derzeit noch verfassungsgemäß“. Verdeckte Arme müssten nicht berücksichtigt werden, da auch eine sachgerechte Schätzung mit Unsicherheiten behaftet sei, weshalb der Gesetzgeber nicht gezwungen ist, zur Bestimmung der Höhe von Sozialleistungen auf eine bloß näherungsweise Berechnung abzustellen. Verfassungsrechtlich ist allein entscheidend, dass für jede individuelle hilfebedürftige Person das Existenzminimum nach Art. 1 Abs. 1 in Verbindung mit Art. 20 Abs. 1 GG ausreichend erfasst wird. Soweit die tatsächliche Deckung existenzieller Bedarfe in Einzelpunkten jedoch zweifelhaft sei (etwa bei den Kosten für Haushaltsstrom, Mobilität und die Anschaffung von langlebigen Gütern wie Kühlschrank und Waschmaschine), habe der Gesetzgeber eine tragfähige Bemessung der Regelbedarfe bei ihrer anstehenden Neuermittlung auf der Grundlage der Einkommens- und Verbrauchsstichprobe 2013 sicherzustellen.